# Chlamydonia sol
Chlamydonia sol är en skalbaggsart som beskrevs av Michael S. Caterino 2006. Chlamydonia sol ingår i släktet Chlamydonia och familjen stumpbaggar. Inga underarter finns listade i Catalogue of Life.